# Захария Господинов
Захария Господинов Кехаяниколов, роден в гр. Сливен, а след Освобождението се премества със семейството си в тогавашното село Стралджа. Участник в легията на Раковски , опълченец при боевете на Шипка. След преместването си в Стралджа започва търговия с колониални стоки, веднага след заселването си Захария Господинов се утвърждава като един от основните общественици в Стралджа. Прави дарения с ценни книги за храма и училището в Стралджа. Като ценна реликва в храма "Св.Архангел Михаил" се пази “Часослов” и издание на “Нов завет” от 1859г., преведени от Неофит Рилски и отпечатани в Лондон. А текстът върху една от страниците и е: “Захария Господинов. В Камбер -1870. Купено от Кара су Панайота 1867 за 8 гроша”. Патриотът Захария Господинов умира през 1929 година и е погребан в гробищния парк на Стралджа. Веднага след смъртта на родолюбеца,  по негово настояване приживе, жена му дарява дюкана и  къщата им на училищното настоятелство. Имотите веднага са превърнати в училище и физкултурна стая, където децата на Стралджа и околията се обучават дълги години.